# Kepler-25 c
Kepler-25 c est un Neptune chaud, orbitant autour de étoile blanc-jaune de type F située à environ 793 années-lumière (243,25 pc) de la Terre avec une magnitude apparente de 10,77.

## Caractéristiques physiques
L'exoplanète se distingue par sa masse faible de 0,048 MJ, son rayon compact de 0,47 RJ et sa température élevée de 934 K.

## Orbite
Elle orbite à 0,11  unités astronomiques de son étoile, une distance comparable à celle de Vénus dans le système solaire.

## Découverte
L'exoplanète a été découverte par la méthode du transit en 2011.

## Habitabilité
Les conditions d'habitabilité de cette exoplanète ne sont pas déterminées ou ne sont pas connues.